# Tomomyza stenolopha
Tomomyza stenolopha är en tvåvingeart som beskrevs av Hesse 1956. Tomomyza stenolopha ingår i släktet Tomomyza och familjen svävflugor. Inga underarter finns listade i Catalogue of Life.